# 1986年スペイン総選挙
1986年スペイン総選挙（1986ねんスペインそうせんきょ）は、スペインの国会を構成する議員を選出するために1986年6月22日に行なわれた総選挙である。スペイン上院とスペイン下院の両院で選挙が行われたが、本稿では下院についてのみ取り上げる。

## 概要
下院議員の任期満了に伴って実施された総選挙である。選挙の結果、フェリーペ・ゴンサーレス首相が率いるスペイン社会労働党（PSOE）が前回と同様に第1党を維持し、引き続き政権を維持することとなった。前回総選挙で惨敗したスペイン共産党は今回、同党を中核とした政党連合である統一左翼（IU）を結成して選挙に挑んだ。

## 選挙結果
投票日：1986年6月22日
- 首相：フェリーペ・ゴンサーレス（社会労働党）
- 選挙権：18歳以上のスペイン国民
- 選挙制度[1]：県単位（52県）の比例代表制（350議席）

1. 選挙区定数は人口比例で配分される。但し、アフリカ地域の2県（セウタ・メリリャ）は定数1の小選挙区制
2. 投票は政党あるいはその連合のリストを選択する。個人候補は認められない。
3. 各リストへの議席配分は、県単位のドント式で実施するが、得票率が3％未満のリストは議席配分の対象外となる。

- 有権者数：29,117,613名
- 投票率：70.49％

| ← 1986年選挙結果 →          |           |              |      |
| 党派                        | 得票数    | 得票率 （%） | 議席 |
| 社会労働党（PSOE）          | 8,901,718 | 44.06        | 184  |
| 国民連合（AP-PDP-PL）       | 5,247,677 | 25.97        | 105  |
| 民主社会中道党（CDS）       | 1,861,912 | 9.22         | 19   |
| 集中と統一（CiU）           | 1,014,258 | 5.02         | 18   |
| 統一左翼（IU）              | 935,504   | 4.63         | 7    |
| バスク民族主義党（EAJ-PNV） | 309,610   | 1.53         | 6    |
| エリ・バタスナ（HB）        | 231,722   | 1.15         | 5    |
| バスク左翼党（EE）          | 107,053   | 0.53         | 2    |
| ガリシア同盟（CG）          | 79,972    | 0.40         | 1    |
| アラゴン地方主義党（PAR）   | 73,004    | 0.36         | 1    |
| カナリア諸島連盟連合（AIC） | 65,664    | 0.33         | 1    |
| バレンシア連合（UV）        | 64,403    | 0.32         | 1    |
|                             |           |              | 350  |

有効得票数：20,202,919票